# UN-Sachverständiger für die Auswirkungen der Auslandsverschuldung
Die Stelle eines Sachverständigen für die Auswirkungen der Auslandsverschuldung (engl.: Expert on the effects of foreign debt) wurde geschaffen, um die Auswirkungen der Auslandsverschuldung auf die wirtschaftlichen, sozialen und kulturellen Menschenrechte in Entwicklungsländern zu untersuchen und mögliche Abhilfemaßnahmen zu ihrer Bewältigung zu finden.

## Das UNO-Mandat
Die UN-Menschenrechtskommission schuf diese Stelle am 26. April 2000 mittels einer Resolution, in welcher auch der Auftrag definiert wurde. Dieses UNO-Mandat ist auf drei Jahre befristet und wird regelmäßig verlängert. Nachdem die UN-Menschenrechtskommission im Jahr 2006 durch den UN-Menschenrechtsrat ersetzt wurde, ist dieser nun zuständig und übt die Aufsicht aus. Die letzte Verlängerung des Mandates erfolgte am 6. April 2017.
Der Sonderberichterstatter ist kein Mitarbeiter der Vereinten Nationen, sondern wird von der UNO mit einem Mandat beauftragt und dazu erließ der UN-Menschenrechtsrat einen Verhaltenskodex. Der unabhängige Status des Mandatsträgers ist für die unparteiische Wahrnehmung seiner Aufgaben entscheidend. Die Amtszeit eines Mandats ist auf maximal sechs Jahre begrenzt.
Er erstellt thematische Studien und erarbeitet Leitlinien zur Verbesserung der Menschenrechte. Der Sonderbeauftragte macht auf Einladung von Staaten Länderbesuche und kann in beratender Funktion Empfehlungen abgeben. Er prüft Mitteilungen und unterbreitet den Staaten Vorschläge, wie sie allfällige Missstände beheben können. Er macht auch Anschlussverfahren, in welchen er die Umsetzung der Empfehlungen prüft. Dazu erstellt er Jahresberichte zu Händen des UN-Menschenrechtsrates.

## Amtsinhaber
- - 2000–2002 Fantu Cheru –  Vereinigte Staaten/ Äthiopien
  - 2002–2008 Bernards Mudho –  Kenia
  - 2008–2014 Cephas Lumina –  Sambia
  - 2014–2020 Juan Pablo Bohoslavsky –  Argentinien
  - 2020–2021 Yuefen Li –  Volksrepublik China
  - seit 2022 Attiya Waris –  Kenia[15]

## Websites
- Internetseite der Sachverständigen (französisch)
- Internetseite der Sachverständigen (englisch)